# Snake Plissken
S.D. "Snake" Plissken é um personagem fictício dos filmes de John Carpenter, Escape from New York e Escape From Los Angeles, interpretado por Kurt Russell.

## Biografia ficcional
Plissken é um ex tenente e ex herói de guerra do Exército Americano, segundo a descrição dada logo no início do filme Fuga de Nova Iorque, o mais jovem oficial a ser condecorado por bravura pelo Presidente. De acordo com a história do filme, tais condecorações lhe foram dadas devido a ações realizadas em Leningrado e na Sibéria, o que sugere duas alternativas de interpretação para as atividades de Plissken antes de virar criminoso. Ou os Estados Unidos entraram em guerra convencional contra a União Soviética ou ele foi designado para missões secretas ou clandestinas nas duas regiões.
Plissken foi preso e condenado a prisão perpétua depois de assaltar um depósito federal, sendo excluído do mundo exterior. Ele tem um grave problema com autoridade e o lado político de quem esta dando as ordens.
Plissken é um especialista em entrar e sair de lugares considerados impenetráveis. Por isso, quando o Presidente cai dentro do presídio de segurança máxima de Nova Iorque, Snake é convocado para salva-lo. A questão levantada quanto seu problemas com lideranças está na seguinte frase quando Bob Hauk fala da gravidade da situação: "Arruma outro Presidente"
Notoriamente plissken é um homem que desacreditou totalmente do ideal americano, ainda mais com a realidade narrada no filme onde a liberdade foi subtraida pelo estado policial. Fazendo de Plissken um homem que literalmente não está nem ai pra nada.